# Israël Yeivin
 (novembre 2009).
Si vous disposez d'ouvrages ou d'articles de référence ou si vous connaissez des sites web de qualité traitant du thème abordé ici, merci de compléter l'article en donnant les références utiles à sa vérifiabilité et en les liant à la section « Notes et références ».
Israël Yeivin, en hébreu : ישראל ייבין, né le 7 juillet 1923 à Berlin et mort le 19 décembre 2008 était un linguiste israélien, expert de la Massorah et de l'hébreu.

## Biographie
Israël Yeivin, né à Berlin en 1923, émigra avec sa famille en Palestine quand il eut sept ans, et grandit à Tel Aviv. Son père, Yehoshua Yeivin (ou Joshua Yeivin), était un philosophe conceptuel du mouvement sioniste révisionniste et fondateur du groupe sioniste radical Brit Ha'birionim. Sa mère était Miryam Atara Margolin.
Il suivit l'enseignement primaire à l'école Ahad Ha'Am et compléta son parcours secondaire au lycée Balfour en 1940. Peu de temps après, il commença l'étude de la langue et de la littérature hébraïques (לשון וספרות עברית) et la philosophie universelle à l'Université hébraïque de Jérusalem. Il y reçut un master en 1958. Son mémoire était intitulé « Hakafat HaTevot HaZeirot BaMikra (21 Sfarim) ». Il épousa la même année Batya Heifetz dont il eut deux fils.
En 1968, Israël Yeivin obtint son doctorat pour sa recherche sur la « vocalisation ponctuelle babylonienne ». Alors qu'il étudiait à l'université, Israël Yeivin travaillait à l'imprimerie comme typographe et relecteur afin d'entretenir sa famille étendue. Il devint ensuite relecteur pour l'équipe rédactionnelle de l'Encyclopédie hébraïque. Il travailla aussi à l'étape initiatrice de l'Encyclopaedia Judaica et comme secrétaire de rédaction du trimestriel Tarbitz. De plus, il participa aussi au Projet Bible de l'Université hébraïque. Il devint ensuite expert dans le déchiffrage de manuscrits ancien de la Bible, comme le « Codex Aleppo », dont le livre qu'il y consacra fut publié par la suite.
Israël Yeivin fut l'un des premiers membres scientifiques de l'équipe du projet de dictionnaire historique de la langue hébraïque de l'Académie de la langue hébraïque en 1959. Il travailla au sein de l'équipe éditorial du dictionnaire pendant plus de 30 ans comme directeur de la recherche sur l'hébreu antique.
À partir de 1968, Israël Yeivin enseigna au département des langues de l'Université hébraïque, devenant plus tard professeur puis directeur de la faculté d'hébreu. Il prit sa retraite en 1990. Il continua cependant à traiter des sujets sur lesquels il avait enseigné : la Masorah, l'accentuation dans la Bible (Ta'amei HaMikra), la langue traditionnelle comme révélée dans la vocalisation babylonienne, l'hébreu rabbinique, « la langue des Sages » (Leshon Hachamim), le langage poétique liturgique (Leshon HaPiyyut) et la lexicologie. Il publia 3 livres et plus de 50 articles de recherche.
En 1975, Israël Yeivin passa plusieurs mois à Cambridge afin d'aider à la restauration et la classification de documents issus de la Genizah du Caire, avec les professeurs Ezra Fleischer et Jacob Sussmann.
Il transféra sa collection privée de microfilms de vocalisations, comprenant des parties d'archives cachées de la Genizah en vocalisation et accentuation à l'Institut des Manuscrits hébraïques microfilmés de la Bibliothèque nationale de Jérusalem, en mémoire de son fils Dov mort en 1986. Toujours en mémoire de son fils Dov, une grande partie de sa collection rare d'expert a été donnée à la bibliothèque du Centre universitaire Ariel de Samarie.

## Distinctions et récompenses
Israël Yeivin fut membre de l'Académie de la langue hébraïque de 1987 à sa mort, et de l'Académie israélienne des sciences et lettres de 1991 à sa mort.
Israël Yeivin fut lauréat :
- en 1986 du prix Friedenberg pour son livre La tradition de la langue hébraïque telle que reflétée dans la vocalisation babylonienne.
- en 1989, du prix Israël pour l'étude de la langue hébraïque[1]. Parmi les raisons ayant conduit à ce choix, les jurés indiquèrent que « ... il est l'une des plus grandes autorités mondiales sur l'étude de la Masorah et de l'Accentuation (Teamim) et le plus grand expert de la Masorah hébraïque en vocalisation babylonienne. ».

## Œuvres choisies
- Le Codex Aleppo de la Bible : étude de sa vocalisation et de son accentuation (1968).
- La tradition de la langue hébraïque telle que reflétée dans la vocalisation babylonienne (1985).
- La Masorah biblique (2003).